# Akçay, Edremit
Akçay là một thị trấn thuộc huyện Edremit, tỉnh Balıkesir, Thổ Nhĩ Kỳ. Dân số thời điểm năm 2010 là 10.623 người.